# Lewis Padgett
Lewis Padgett a fost un pseudonim comun al scriitorilor americani Henry Kuttner (1915-1958) și Catherine Lucille Moore (1911-1987) pe baza numelui lor de căsătorie. Cei doi au mai folosit pseudonimele Lawrence O'Donnell și C. H. Liddell pe baza numelui lor.

### Ca Lewis Padgett
- A Gnome There Was, 1941
- Piggy Bank, 1942
- Deadlock, 1942
- The Twonky, 1942
- Compliments of the Author, 1942
- Time Locker, 1943
- The Proud Robot, 1943
- Mimsy Were the Borogoves, 1943
- Shock, 1943
- Open Secret, 1943
- The World Is Mine, 1943
- Endowment Policy, 1943
- Gallegher Plus, 1943
- The Iron Standard, 1943
- When the Bough Breaks, 1944
- The Piper's Son, 1945
- Three Blind Mice, 1945
- Camouflage, 1945
- What You Need, 1945
- Line to Tomorrow, 1945
- Beggars in Velvet, 1945
- We Kill People, 1946
- Rain Check, 1946
- The Cure, 1946
- Time Enough, 1946
- The Fairy Chessmen, 1946 (2 părți)
- Chessboard Planet, 1946 (roman)
- Murder in Brass, 1946
- The Portal in the Picture, 1946 (roman), alt titlu Beyond Earth's Gates 1949
- Project, 1947
- Jesting Pilot, 1947
- Margin for Error, 1947
- Tomorrow and Tomorrow, 1947 (2 părți)
- Exit the Professor, 1947
- The Day He Died, 1947 (roman)
- Ex Machina, 1948
- Private Eye, 1949
- The Prisoner in the Skull, 1949
- See You Later, 1949
- Beyond Earth's Gates, 1949 (roman), publicat inițial sub denumirea The Portal in the Picture 1946
- Tomorrow and Tomorrow, 1951 (roman)
- Tomorrow and Tomorrow & The Fairy Chessmen, 1951 (antologie)
- The Far Reality, 1951 (roman însoțitor al Tomorrow and Tomorrow)
- Robots Have No Tails, 1952 (colecție)
- Mutant, 1953
- Humpty Dumpty, 1953
- Epilogue, 1953 (essay)
- Line to Tomorrow and Other Stories of Fantasy and Science Fiction (colecție)

### Ca Lawrence O'Donnell
- Clash By Night, 1943
- The Children's Hour, 1944
- The Code, 1945
- The Lion and the Unicorn, 1945
- This is the House, 1946
- Vintage Season, 1946
- Fury, 1947
- Promised Land, 1950
- Heir Apparent, 1950
- Paradise Street, 1950

### Ca C. H. Liddell
- The Sky is Falling, 1950
- Carry Me Home, 1950
- "P.S.'s Feature Flash", 1950 (eseu)
- The Odyssey of Yiggar Throlg, 1951
- Android, 1951
- We Shall Come Back, 1951
- Golden Apple, 1951
- The Visitors, 1953

### Lucrări publicate cu numele reale
- Quest of the Starstone, 1937
- Earth's Last Citadel, 1943
- The Mask of Circe, 1948
- Home is the Hunter, 1953
- Or Else, 1953
- A Wild Surmise, 1953
- Home There's No Returning, 1955
- Two-Handed Engine, 1955
- No Boundaries, 1955 (colecție)
- Rite of Passage, 1956